# Fresne-Cauverville
Fresne-Cauverville település Franciaországban, Eure megyében. Lakosainak száma 190 fő (2022. január 1.). Fresne-Cauverville Bailleul-la-Vallée, Heudreville-en-Lieuvin, Morainville-Jouveaux, Noards és Saint-Aubin-de-Scellon községekkel határos.

## Népesség
A település népességének változása:
| Lakosok száma | 158  | 171  | 171  | 191  | 206  | 205  | 196  | 194  | 193  | 190  |
|               | 1968 | 1982 | 1990 | 2006 | 2013 | 2015 | 2017 | 2019 | 2020 | 2022 |